# HIM (雜誌)
《HIM》是由香港南华传媒集团出版发行的一本男性杂志，类似于美国的《男人帮》。在香港男性中，对特定人群非常有影响力。

## 历史
《HIM》创刊于11月份，于是每年的11月号是周年纪念号，内容较平时更为精彩。开始时曾经一度为半月刊，后改为月刊，但取消早期杂志附带的赠品。现时为月刊，每月一期，最新出到第80期（2007年3月号）。一般采取双封面模式发行，现时定价港币18元，在中国内地的广东广州等城市，一般也可以买到。价格经常会更低些。

## Cover Girl
曾经等上《HIM》杂志封面的著名艺人包括：陳文媛、宣萱、郭可盈、佘诗曼、郭羡妮、唐宁、叶璇、杨怡、周汶锜、李嘉欣、范冰冰和李彩桦等。基本上著名中国国内、台湾和香港艺人，都登上过《HIM》杂志的封面，作为封面女郎，很多人还是多次登上封面（如2007年1月的郭羡妮和2007年3月的叶璇，2人分别于2002年和2004年9月登上过《HIM》杂志的封面）。